# Vrille
Vrille – rzeka we Francji, przepływająca przez tereny departamentów Nièvre oraz Yonne, o długości 33 km. Stanowi prawy dopływ rzeki Loary.